# Brecht SK

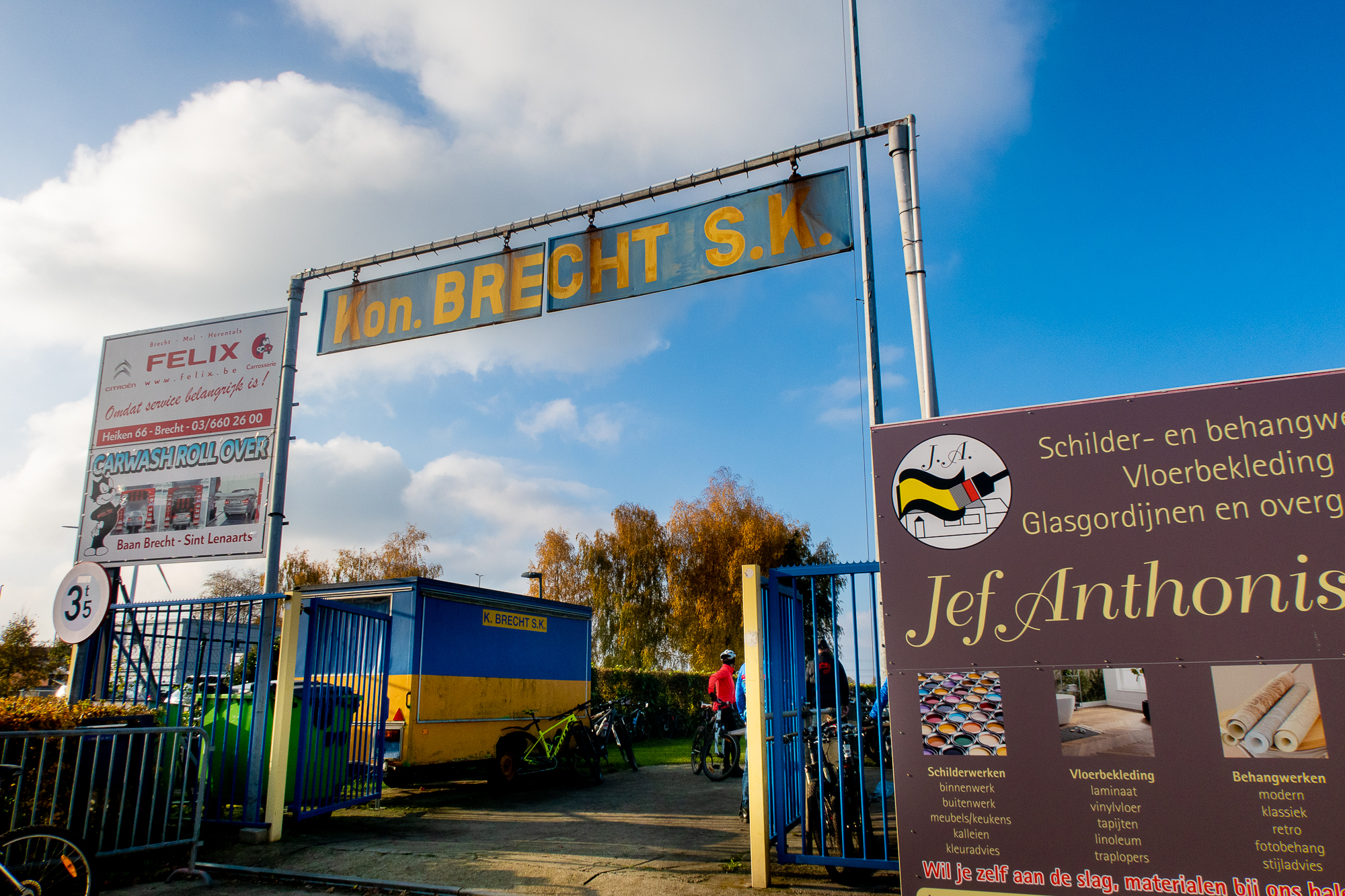
Toegang tot de terreinen van Brecht SK

K. Brecht SK is een Belgische voetbalclub uit Brecht. De club is aangesloten bij de KBVB met stamnummer 1775 en heeft in geel en blauw als kleuren. Brecht SK speelde zijn hele bestaan in de provinciale reeksen. De voetbalclub heeft ook een damesploeg.

## Geschiedenis
De club sloot zich in 1931 aan bij de Belgische Voetbalbond en ging in de gewestelijke, later provinciale reeksen spelen. Brecht bleef de volgende decennia in de verschillende provinciale reeksen spelen, met de Tweede Provinciale als hoogst behaalde niveau.

## Selectie 2023-2024
| Naam                 | Geboortejaar |
| -------------------- | ------------ |
| Doelmannen           |              |
| Karsten Backx        | 2003         |
| Rune Bevers          | 2005         |
| Verdedigers          |              |
| Seppe Bevers         | 2002         |
| Stig Francken        | 2005         |
| Dennis Jansen        | 1990         |
| Jorge Leenaerts      | 1991         |
| Nicholas Lievens     | 2004         |
| Noah Smeets          | 1999         |
| Jens Van Cauwenberg  | 1999         |
| Middenvelders        |              |
| Siebe Geens          | 1994         |
| Lowie Meyvis         | 2003         |
| Stijn Scharpé        | 1993         |
| Steven Van Bavel (C) | 1994         |
| Vincent Van Nuffel   | 1995         |
| Daan Van Den Keybus  | 2001         |
| Aanvallers           |              |
| Frans Issifou        | 1993         |
| Niels Mulders        | 1998         |
| Jorre Vandeputte     | 2002         |

## Bekende (oud-)spelers
- Bart Van Zundert